# Лікар Віра (телесеріал)
«Лікар Віра», також відомий під офіційною російськомовно-україномовною назвою від 1+1 «Доктор Віра» (рос. Доктор Вера) — російськомовний 30-серійний мелодраматичний телесеріал, знятий в Україні. Телесеріал створено студією «1+1 Продакшн». Над сценарієм працювали Лариса Марцева та Ірина Чорна. Режисером-постановником серіалу виступив Тарас Ткаченко.
Прем'єра телесеріалу в Україні відбулася 16 березня 2020 року на телеканалі 1+1..

## Сюжет
Події серіалу засновані на реальних історіях та драматичних колізіях. У родині Віри при загадкових обставинах зник чоловік Андрій. А незнайома жінка представилась його справжньою дружиною. Сімейне життя Віри рухнуло, але вона не втрачає оптимізму. Щоб забезпечувати свою родину вона полишає докторантуру (писала дисертацію) та повертається до лікарні і знову починає працювати кардіохірургинею і сама виховує маленьку доньку. Жінка віддано рятує людські життя на операційному столі, попри те, що власне — перетворилося на пітьму. А ще вона доглядає хвору маму.

## У ролях

### У головних ролях
- Зоряна Марченко — Віра, кардіохірургиня
- Даніель Салем — Андрій, хірург, чоловік Віри
- Марк Дробот
- Мирослава Філіпович — Анжела, лікарка

### У ролях
- Дмитро Сарансков
- Ірина Мак
- Ольга Морозова — Альбіна Леонідівна Берестова, головна лікарка
- Євгенія Солодовник — Яся Борисова, донька Віри
- Анатоль Фон-Фідандра
- Лі Берлінська
- Марія Пікалова
- Віктор Жданов
- Алеся Романова
- Олена Хохлаткіна — Світлана, старша медсестра
- Наталія Нешва
- Ігор Качур
- Євген Ламах
- Сандро Матеуш
- Аліна Кошарна — Аліна, медсестра реєстратури
- Лілія Цвелікова — Люся
- Тетяна Вашневська
- Максим Девізоров
- Таїсія-Оксана Щурук
- Марія Кондратенко
- Сергій Гаврилюк
- Сергій Пономаренко
- Федір Риков
- Валерій Неведров
- Валерій Латко
- Тетяна Туманна
- Катерина Руда
- Ольга Цицілінська
- Таїсія Хвостова

Другорядні ролі озвучували: Євген Пашин, Олег Лепенець, Роман Чорний, Дмитро Нежельський, Андрій Федінчик, Ніна Касторф, Юлія Перенчук.

## Зйомки
Телеканал 1+1 розпочав зйомки медичної мелодрами «Доктор Віра» в жовтні 2019 року. Проєкт серіалу в червні 2019 року було відібрано до фіналу конкурсу соціально вагомого контенту про Україну Pitch UA.

## Музика
Пісня «Иди на жизнь» української співачки Тіни Кароль стала саундтреком до серіалу «Доктор Віра».

## Реліз
Прем'єра телесеріалу в Україні відбулася 16 березня 2020 року на телеканалі 1+1.